# Arnulf z Metzu
Arnulf z Metzu, Arnulf (Arnold) Piwowarski, franc. Arnoul, Arnould  (ur. przed 580 w Lay-Saint-Christophe w Austrazji, zm. 18 lipca 640 w rejonie Remiremontu) – mąż stanu, rycerz na dworze frankijskiego króla Teodeberta II, biskup Metzu (613-629), święty Kościoła katolickiego.
Zapoczątkował dynastię Karolingów, od jego imienia nazywaną również Arnulfingami.

## Żywot świętego
Arnulf urodził się i żył w Austrazji. Martyrologium rzymskie podaje rok urodzenia „do 580”, niektóre źródła podają rok ok. 582. Był mężem Dody i ojcem Ansegisela, Chlodulfa i Martina. Ansegisel z żoną Beggą, córką Pepina z Landen, dali początek dynastii Karolingów. Arnulf wraz z Pepinem z Landen przyczynił się do zjednoczenia państw frankijskich pod berłem Chlotara II. Gdy Doda wstąpiła do zakonu chciał pójść do klasztoru, jednak w 614 został obwołany biskupem Metzu.
Współdziałał z Pepinem, był doradcą Dagoberta I. Słynął ze swej krzepkości, ponieważ podnosił z łatwością wozy drabiniaste i beczki z piwem. Zasłynął również z cudownego rozmnożenia piwa i uratowania tym sposobem oblężonego przez Arabów miasta w południowej Francji.
W 629 roku osiadł jako pustelnik w lesie koło Remiremont, w południowych Wogezach we Francji, gdzie zajął się pielęgnowaniem trędowatych i chorych na inne choroby. Tam zmarł w 640 roku.

## Kult
Św. Arnulf jest patronem piwowarów.
Jego wspomnienie liturgiczne obchodzone jest 18 lipca.